# عباد بن سليمان
العلامة أبو سهل عباد بن سليمان البصري. من شيوخ المعتزلة وعلمائها، مِنْ أصحاب هشام بن عمرو الفوطي، وكان أبوعلي الجبائي يصفه بالحذق في الكلام ويقول: لولا جنونه"، وكان يخالف المعتزلة في أشياء انفرد بها.

## قوته في المناظرة
وحكى عن عباد وقد كلم سوفسطائيا فقال له السوفسطائي:
«أليس قد يأتي العطشان السراب وهو يظنه ماء، فيجده غير ماء، فما أنكرت ان يكون ذلك سبيل كل الاعتقادات، فقال له عباد: فينبغي لهذا الرجل الذي صار إلى السراب فيظنه ماء فيجده سرابا، ان يكون إذا جاء إلى دجلة ان يظنها سرابا وفى وجوده نفسه، يعلم من دجلة والماء الذي فيها، ما يعلمه من السراب ما دله على الحقائق. إذ قد فرق بين الماء والسراب لحسه. فانقطع الرجل.»

## مؤلفاته
- كتاب «إنكار أن يخلق الناس أفعالهم.»
- كتاب «تثبيت دلالة الأعراض.»
- كتاب «إثبات الجزء الذي لا يتجزأ.»[4]